# Squamellaria imberbis
Squamellaria imberbis är en måreväxtart som först beskrevs av Asa Gray, och fick sitt nu gällande namn av Odoardo Beccari. Squamellaria imberbis ingår i släktet Squamellaria och familjen måreväxter. Inga underarter finns listade i Catalogue of Life.